# Digital Collection System Network
Il Digital Collection System Network (DCSNet) è un sistema di sorveglianza del Federal Bureau of Investigation (FBI) in grado di eseguire intercettazioni su qualsiasi dispositivo di telecomunicazioni negli Stati Uniti d'America.
Permette di accedere a comunicazioni effettuate su linee cellulari, fisse e con SMS negli USA tramite un'interfaccia punta e clicca. Il sistema, eseguito su una dorsale in fibra ottica separata da internet, è stato concepito per aumentare la produttività degli agenti attraverso una modellazione del flusso di lavoro, consentendo l'instradamento delle intercettazioni per la traduzione o l'analisi con pochi click. Il DCSNet è in grado di registrare, revisionare e riprodurre i dati intercettati in tempo reale.
I sistemi DCSNET operano su una VPN parallela all'Internet pubblico, con servizi forniti almeno per qualche tempo dalla rete IP peerless della Sprint.
Molte delle informazioni disponibili su questo sistema sono state rinvenute dai risultati del Freedom of Information Act (FOIA) e dalle richieste fatte dalla Electronic Frontier Foundation (EFF).

## Componenti
Il DCSNet è composto almeno tra componenti software classificate eseguite su sistemi operativi Windows: DCS3000, DCS5000, DCS6000.

### DCS-3000
Il DCS-3000 e "Red Hook" furono menzionati pubblicamente per la prima volta in un rapporto del marzo 2006 stilato dallo United States Department of Justice Office of the Inspector General sull'implementazione del Communications Assistance for Law Enforcement Act (CALEA). Il rapporto descrive Red Hook come "un sistema per raccogliere dati e voci di chiamate per poi elaborare e mostrare l'informazione intercettata in assenza della soluzione CALEA", mentre DCS-3000 viene descritto come "una soluzione ad interim per intercettare servizi di comunicazioni personali, consegnati tramite le tecnologie digitali emergenti usate dai wireless carrier in anticipo rispetto a qualsiasi soluzione CALEA impiegata."
Citando il rapporto OIG, la Electronic Frontier Foundation (EFF) archiviò una richiesta FOIA per ottenere maggiori informazioni sui due programmi. Quando l'FBI non rispose con ulteriori informazioni, la EFF fece causa e, nel maggio del 2007, ottenne un ordine del tribunale di rilasciare i documenti riguardanti i programmi.
Il 29 agosto 2007, la rivista Wired pubblicò un articolo riguardo ai due sistemi citando i documenti della EFF. Il DCS-3000 raccoglie le informazioni associate con numeri composti o in entrata come i tradizionali dispositivi trap-and-trace e i pen register. L'articolo si riferiva a "Red Hook" come il client per il DCS-3000. Wired riportò che il DCS-3000 costava 320 $ per ogni numero intercettato e che il software è mantenuto dalla Booz Allen Hamilton.

### DCS-5000
Il DCS-5000 è un sistema usato dall'unità dell'FBI responsabile del controspionaggio per intercettare telefonicamente spie sospette, presunti terroristi e altri.

### DCS-6000
Il DCS-6000 (noto anche come "Digital Storm") cattura il contenuto di chiamate telefoniche e messaggi testuali per essere analizzati. Una volta che i dati sono stati raccolti, vengono indicizzati e resi prioritari con l'Electronic Surveillance Data Management System (ELSUR).